# Christian Ottosson
Simon Christian Andreas Ottosson, född 22 februari 1977 i Vrigstad, Jönköpings län, är en svensk politiker som representerar Centerpartiet. Han är utbildad statsvetare och var mellan 2010 och 2022 kommunalråd i Huddinge kommun.

## Biografi
Christian Ottosson är uppväxt i Vrigstad och flyttade senare till Huskvarna i Jönköpings kommun. Universitetsstudierna genomförde han vid Uppsala universitet i huvudsak inom Politices Magister-programmet och 2007 tog han en magisterexamen med statskunskap som huvudämne.
2002–2003 genomförde Ottosson en kandidatuppsats i Guatemala genom att bland annat intervjua ett femtiotal lokala politiker och beskriva deras demokratisyn. 2003 genomförde han även en liknande studie i Peru. Under åren 2004–2006 arbetade Ottosson heltid för FN:s utvecklingsprogram UNDP i Guatemala med implementeringen av de nya deltagardemokratiska lagar, som från 1990-talet infördes i många latinamerikanska länder.

### Politisk karriär
Ottosson har varit förtroendevald i Uppsala kommun och vice förbundsordförande i Centerpartiets Högskoleförbund. 2007 blev han ombudsman för Centerpartiet i Stockholms län och bodde då i Tumba.
Inför kommunvalet 2010 tog Ottosson över som gruppledare för Centerpartiet i Huddinge kommun. Centerpartiet tog i valet två nya mandat i kommunfullmäktige i Huddinge. Efter valet tog Centerpartiet plats i den politiska majoriteten och Christian Ottosson fick rollen som kommunalråd med ansvar för brottsförebyggande, tillgänglighet och integration.
Efter valet 2014 var han ansvarig för miljö och brottsförebyggande frågor. Från och med 2015 tog Ottosson över som ny ordförande i den ombildade nämnden Natur- och byggnadsnämnden, samt representerade Centerpartiet i den nya polismyndigheten genom att bli ledamot i regionpolisråd Stockholm-Gotland. Senare under 2015 valdes han även till ordförande i Huddinges miljöberedning, ett nytt organ för att följa miljö- och klimatfrågor. Han var även ordförande i Huddinges brottsförebyggande råd.
Efter valet 2018 var Ottosson fortsatt ansvarigt kommunalråd för miljö- och klimatfrågor, samt numera även för kommunens stads- och utemiljöer. Han var också ordförande för den nya Klimat- och stadsmiljönämnden.